# Ökologisierung der Landwirtschaft
Als Ökologisierung der Landwirtschaft bezeichnet man das Forcieren einer umweltverträglicheren und nachhaltigeren Agrarproduktion nach agrarökologischen Erkenntnissen. In der öffentlichen Diskussion wird dafür auch der Begriff Agrarwende verwendet. Er steht für einen Paradigmenwechsel in der Agrar- und Verbraucherpolitik.

## Probleme der konventionellen Landwirtschaft
Ausschlaggebend für die Wende in der Agrarpolitik waren die ökologischen und sozialen Probleme, die mit der konventionellen Landwirtschaft einhergehen. Diese sind im öffentlichen Bewusstsein seit Ende der 1960er Jahre weitgehend bekannt, wenn auch sie zunächst in der Umweltdebatte nur eine untergeordnete Rolle spielten. Zwar kam es seitdem durch politische Eingriffe zu einer Verbesserung der ökologischen Lage in den westlichen Ländern, von einer Entwarnung kann jedoch nicht gesprochen werden.

## Grundsätzliches
Diese Probleme lassen sich grundsätzlich in die drei Bereiche Ökologie, Strukturpolitik und Tierschutz einteilen. Ein fundamentales Problem liegt im hohen Energieaufwand der konventionellen Landwirtschaft begründet, der vor allem mit dem Energieverbrauch bei der Herstellung von Mineraldünger (v. a. Stickstoffdünger) und Pestiziden zusammenhängt. War die Landwirtschaft bis zur Industrialisierung sowohl Stoff- wie auch Energieproduzent, so wandelte sie sich im fossilen Energiesystem zu einem reinen Stoffproduzenten mit negativem energetischen Erntefaktor; d. h. die industrielle Landwirtschaft arbeitet mit einem Nettoimport von fossiler Energie. Daneben entstehen weitere Belastungen wie Bodenerosion, Bodendegradation und Bodenversauerung bis hin zur völligen Zerstörung des Bodens. Zudem kommt es häufig zur Belastung des Bodens, des Grundwassers und sonstiger Gewässer durch Düngemittel (Nitrate) und Pestizide sowie zur Emission von Treibhausgasen wie Methan oder Lachgas. Damit einher gehen Sekundärbelastungen wie die Eutrophierung von Gewässern, die Anreicherung von Pestizid- und Düngemittelrückständen im Boden mit Auswirkungen auf Grund- und Trinkwasserreservoirs, die Versalzung von Böden, die gerade in ariden Regionen mit künstlicher Bewässerung ein großes Problem darstellt, sowie eine Beschleunigung des Klimawandels durch Treibhausgasemissionen. Enge Fruchtfolgen und sehr große Schläge infolge von Flurbereinigungen, Bodenreformen und Rodung von Hecken führen wiederum zu einer verringerten Artenvielfalt und Biodiversität.
Würde man all diese externen Effekte als externe Kosten auf die Verkaufspreise draufschlagen, würden sich die Preise nach Meinung von Volkert Engelsman an die der Bio-Lebensmittel angleichen.

### Tierhaltung
Auch die Tierhaltung, speziell die Massentierhaltung, steht aufgrund von ökologischen, hygienischen und ethischen Problemen in der Kritik. Umstritten ist vor allem die Haltung sehr großer Viehbestände – mit den entsprechenden Problemen infolge eines hohen Anfalls von Gülle auf kleinem Raum und der eventuell nötigen Gabe von Antibiotika zur Erhaltung der Tiergesundheit, die wiederum zur Resistenz von Krankheitserregern führen kann.
Die BSE-Krise hatte gerade die Form der Tierhaltung in den Mittelpunkt der öffentlichen Diskussion gestellt. In diesem Bereich lag die Beurteilung durch Fachwissenschaft und Bauernverbände auf der einen Seite und der veröffentlichten Meinung und der Landwirtschaftsministerin andererseits diametral auseinander.

„In einer von der Landwirtschaft weitgehend entfremdeten Bevölkerung, die zum Thema Tierschutz im Wesentlichen durch eigene Tierliebe und Haustierhaltung motiviert ist, stoßen produktionswirtschaftliche Gesichtspunkte der Landwirtschaft auf große Skepsis“

Hauptkonfliktfeld der Tierschutzpolitik der rot-grünen Bundesregierung war das Verbot der Käfighennenhaltung. Die Geflügelproduktion basierte überwiegend auf der Haltungsform der Käfighaltung. 84 % der Tiere wurden in dieser Form gehalten. Eine Umstellung auf Boden- oder Freilandhaltung wurde von allen Parteien unterstützt. Auf europäischer Ebene war ein europaweites Verbot ab dem Jahr 2009 beschlossen worden. Zur Unterstützung der notwendigen Investitionen der Landwirte standen im Rahmen des EU-Agrarinvestitionsförderprogramms Mittel zur Verfügung, die im September 2002 durch das Bundesprogramm zur Förderung tiergerechter Haltungsformen ergänzt wurde.
Der Konflikt entstand dadurch, dass die rot-grüne Bundesregierung das Verbot in Deutschland bereits für 2007 aussprach und damit zwei Jahre früher als in den benachbarten EU-Ländern. Die Opposition aus CDU und FDP, die Fachwissenschaft und die Landwirtschaftsverbände befürchteten eine Abwanderung der Eierproduktion in Nachbarländer. Dies würde weder dem Tierschutz noch der heimischen Landwirtschaft, noch (bedingt durch die Transportwege) der Lebensmittelsicherheit und Ökologie dienen. Die Sorgen erwiesen sich als begründet. Während 2005 noch 75 % der Eier in Deutschland produziert wurden, waren es 2010 nur noch etwa 50 %.

## Agrarpolitik der rot-grünen Bundesregierung (1998–2005)
Der Begriff Agrarwende wurde 2001 als Reaktion auf den ersten BSE-Fall durch die rot-grüne Bundesregierung (1998 bis 2005) in der politischen Debatte in Deutschland verankert und geprägt. Eine Neuausrichtung der Agrarpolitik und eine Ökologisierung von Produktion, Handel und Konsum wurde zu dem Begriff Agrarwende verdichtet. Dem diente unter anderem die Einführung eines neuen staatlichen an EU-Standards orientierten Bio-Siegels am 1. September 2001. Insbesondere unter der ersten rot-grünen Bundesregierung verbesserte sich die Ausgangslage für Lobbying durch Umwelt-NGOs deutlich.

### Hintergründe
Agrarpolitik findet auf mehreren Ebenen statt (EU, Bund, Länder, Gemeinden). Sie wird in Europa vornehmlich durch die Gemeinsame Agrarpolitik der EU (GAP) geprägt. Der Anteil der Agrarsubventionen macht etwa 40 % des EU-Haushalts aus. Die Agrarpolitik der EU entfaltet somit eine erhebliche Steuerungswirkung in der Landwirtschaft – stellen doch die Förderzahlungen für viele landwirtschaftlichen Betriebe einen wichtigen Teil des Einkommens dar. Verglichen damit ist der Einfluss der deutschen Bundespolitik durch eine finanzielle Steuerung der Agrarwirtschaft gering.
Über Jahrzehnte wurde die Agrarpolitik „von Bauern für Bauern“ gemacht. Der Erzeuger und nicht der Verbraucher stand im Mittelpunkt des politischen Interesses. Die Interessen der kleinen, aber gut organisierten und damit auch bei Wahlen relevanten Gruppe der Landwirte waren Dreh- und Angelpunkt politischer Debatten und Entscheidungen. Agrarpolitik war lange Zeit Klientelpolitik – das Interesse der Öffentlichkeit am Thema Landwirtschaft war eher gering. Begründet wurde die gesellschaftspolitische Ausrichtung der Landwirtschaft mit einem historisch angelegten Fokus auf die Versorgungssicherheit zu angemessenen Preisen und mit der Wettbewerbsfähigkeit in offenen Märkten. Im zuständigen Ministerium dominierten hauptsächlich Absolventen der agrarwissenschaftlichen Fakultäten.
Parteipolitisch waren vor allem die Unionsparteien die Interessenvertretung der Landwirte. Auch die SPD verfügte über Hochburgen im ländlichen Raum, wogegen die Grünen primär eine urbane Klientel vertraten.
Mit dem Auftreten von BSE im Jahr 2000 änderte sich das öffentliche Interesse an der Landwirtschaft abrupt. Dadurch bot sich die Möglichkeit struktureller Veränderungen. Nichtregierungsorganisationen und die bis dahin marginalisierte Agraropposition (heute das Agrarbündnis) gewannen im öffentlichen Diskurs an Relevanz. Die Agrarwissenschaften und die Agrarpolitik stehen seitdem vermehrt unter dem Zwang alte Grundsätze neu zu begründen – oder zu ändern.
Der als Agrarwende bezeichnete, eingeleitete Politikwechsel in Deutschland bezieht sich somit vor allem auch auf eine Öffnung des Politikfeldes – und nicht ausschließlich auf sogenannte „harte Politikinstrumente“. Die Agrarwende steht auch für eine Verschiebung von einer am Erzeuger ausgerichteten Politik zu einer am Verbraucher ausgerichteten Politik. Institutionelle Änderungen und eine Öffnung des Themas für neue Akteure und die Öffentlichkeit können ebenfalls als Teil der Wende verstanden werden.

### Koalitionsvertrag
Eine „Neuausrichtung der Agrarpolitik“ wurde – teils kontrovers – während der Zeit der rot-grünen Bundesregierung (1998 bis 2005) diskutiert.
Unter dem Titel „Ländliche Räume stärken – Landwirtschaft sichern“ beschrieben SPD und Grüne in ihrem Koalitionsvertrag von 1998 ihre Ziele in der Agrar- und Verbraucherpolitik und setzte damit neue Schwerpunkte gegenüber der Politik der bisherigen Regierung aus CDU und FDP.
Im Rahmen der Reform der gemeinsamen Agrarpolitik der Europäischen Union sollte eine Grünlandprämie und ein Lieferrechtsmodell für Milch eingeführt werden. In der Gemeinschaftsaufgabe Agrarstruktur und Küstenschutz sollte der Bereich Vertrags-Naturschutz und Ökologischer Landbau erweitert und Regionale Verarbeitung und Vermarktung aufgenommen werden. Das Absatzfondsgesetz sollte reformiert und auch auf regionale und ökologische Produkte ausgerichtet werden. Antibiotisch wirksame Futtermittelzusatzstoffe und Leistungsförderer sollten verboten werden. Nachwachsende Rohstoffe sollten in den Bereichen Bauen und Wohnen, Pflanzöle und Biomassen verstärkt gefördert werden. Der Ökologische Landbau sollte vorrangig durch Absatz- und Vermarktungsförderung gestärkt werden. Eine Initiative zur Aufnahme des Tierschutzes in das Grundgesetz wurde angekündigt und Verbesserungen im Tierschutz vereinbart.
Die Vereinbarungen des Koalitionsvertrages stießen auf deutliche Kritik. Neben der Opposition aus CDU und FDP war es vor allem der Bauernverband, der Kritik äußerte. Schwerpunkt der Kritik war das Vorhaben, die Landwirtschaftssubventionen an Umweltauflagen zu knüpfen und die fehlende klare Aussage, sich bei den anstehenden Agrarverhandlungen in der EU gegen eine Kürzung der Preise für Rindfleisch, Getreide und Milch auszusprechen. Aber auch von Seite der Umweltschutzorganisationen kam Kritik, die Vereinbarungen gingen nicht weit genug. Insbesondere wurde kritisiert, dass (auf Wunsch der SPD) kein Moratorium für die Freisetzung transgener Pflanzen vereinbart worden war.
Im Kabinett Schröder I wurde Karl-Heinz Funke (SPD) Minister für Ernährung, Landwirtschaft und Forsten.

### Agrarpolitik der Rot-grünen Bundesregierung nach der BSE-Krise
Am 30. November 2000 forderte der damalige Bundeskanzler Gerhard Schröder im Deutschen Bundestag vor dem Hintergrund der BSE-Krise „eine Perspektive für eine andere, verbraucherfreundliche Landwirtschaft zu entwickeln, also weg von den Agrarfabriken zu kommen“. Während der Debatte äußerte Landwirtschaftsminister Funke Bedenken an dieser Forderung, da, im Gegenteil, eine zunehmende Liberalisierung der Märkte und die Globalisierung auch im landwirtschaftlichen Sektor eine Steigerung der Spezialisierung und Rationalisierung erforderte. Der Ausdruck „Agrarwende“ fiel dann in der ersten Regierungserklärung der auf Funke folgenden Bundesministerin für Verbraucherschutz und Landwirtschaft Künast Anfang 2001. Die „Agrarwende“ wurde inhaltlich mit der Forderung nach einer neuen „Verbraucherschutz- und Landwirtschaftspolitik“ verknüpft. 2001 wurde der Name des Bundesministerium für Ernährung, Landwirtschaft und Forsten so auch in Bundesministerium für Verbraucherschutz, Ernährung und Landwirtschaft geändert (seit 2005 Bundesministerium für Ernährung, Landwirtschaft und Verbraucherschutz). Inhaltlich begründet wurde die Agrarwende auch mit der Notwendigkeit eines „vorsorgenden Verbraucherschutzes“ als Reaktion auf den Ausbruch von BSE. Insbesondere die auf „Massenproduktion“ ausgerichtete Agrarpolitik wurde durch Künast als Ursache der Tierseuche gedeutet. Innerhalb von 10 Jahren sollte der Anteil der ökologischen Landwirtschaft auf 20 % gesteigert werden. Der Bauernverband lehnte den Begriff „Agrarwende“ damals ab, da er die Arbeit der Bauern schlechtmache. Die damalige Bundesministerin Künast wurde auf Bauerntagen angegriffen und ausgebuht.
Künast sprach damals vom „magischen Sechseck der Agrarwende“ und wandte sich damit an verschiedene (gesellschaftliche) Gruppen:
- die Verbraucher: Den Konsumenten sollte in Zukunft anhand von Labels Einfluss auf die Produktion der Lebensmittel eingeräumt werden.
- die Landwirte: In der Landwirtschaft sollte wieder mehr auf Klasse, statt allein auf Masse gesetzt werden. Es sollte ein Bündnis der Bauern mit der Natur geben. Sie forderte mehr direkte und regionale Vermarktung.
- die Futtermittelindustrie: Die Qualität der Futtermittel sollte vor dem Hintergrund der BSE-Seuche und den Tiermehlskandalen gesichert werden.
- die Lebensmittelindustrie: Auch hier sollte mehr auf Klasse, statt auf Masse gesetzt werden.
- den Einzelhandel: Die Ministerin verlangte „Wandel durch Handel“ und forderte den Einzelhandel auf, im Wettbewerb auch auf Qualität zu setzen.
- die Politik: Neben konkreten Maßnahmen zum Umgang mit der BSE-Krise und dem Tiermehlskandal, sollte sich die Politik für eine ökologischere Landbewirtschaftung, artgerechtere Tierhaltung und die Sicherung von Arbeitsplätzen im ländlichen Raum einsetzen.[20]

Neben den wirtschaftlichen Folgen dieser Politik, kritisierten die Bauernverbände vor allem, von der Bundesregierung (und Umweltverbänden) an den Pranger gestellt zu werden. Die Bauern seien durch den „Künast-Effekt“ und den „Kampfbegriff einer Agrarwende“ zutiefst verunsichert, formulierte der Bauernverband Ende 2001. Auch die Oppositionsparteien erhoben diesen Vorwurf, der auch von Waltraud Wolff (SPD) im Bundestag („Die Bauern gehören nicht an den Pranger!“) geteilt wurde. In einer von der Zeitschrift Top agrar im Dezember 2012 veröffentlichten, nach eigenen Angaben repräsentativen Umfrage, wurde die „neue Agrarpolitik“ von Renate Künast nur von vier Prozent der Landwirte positiv beurteilt. Von den insgesamt befragten Landwirten erhielt sie als Schulnote durchschnittlich eine 4,73. Auch von den nach eigenen Angaben ökologisch wirtschaftenden Betriebsleitern bekam sie nur eine 3,3.

#### Der Rücktritt des wissenschaftlichen Beirats beim BMVEL
Der Wissenschaftliche Beirat beim Bundesministerium für Ernährung und Landwirtschaft bestand seit 1950 und war das offizielle agrarwissenschaftliches Beratergremium des Bundesagrarministeriums. Er bestand aus unabhängigen Agrarwissenschaftlern, die Mitglieder wurden auf Vorschlag des Beirates durch das Ministerium ernannt. Mit dem Amtsantritt von Frau Künast sollten stattdessen zwei Beiräte, einer für Verbraucherschutz und einer für Agrarpolitik, ins Leben gerufen werden. Wichtiger war noch, dass die Ministerin ein Vorschlagsrecht für den Beirat bekommen sollte. Daneben sollte die Amtszeit von 6 auf 3 Jahre reduziert werden, was zu einem Ausscheiden der Mehrzahl der Mitglieder geführt hätte. Der Wissenschaftliche Beirat reagierte darauf mit dem viel beachteten geschlossenen Rücktritt am 23. November 2001. Während die TAZ kommentierte „Der bisherige Beirat war mitverantwortlich für die Fehler der alten Agrarpolitik“ stellte die FAZ dar, „daß Künast den Beirat anders besetzen und dort Mitglieder unterbringen will, die ihre Auffassung über die ökologische Ausrichtung der Landwirtschaft teilen“. Bauernpräsident Gerd Sonnleitner (der Bauernverband selbst stand in der Vergangenheit häufig im Mittelpunkt der Kritik des Beirates) vermutete, die Ministerin wollte einen Beirat mit ihr genehmeren Mitgliedern schaffen und verwies auf ein kritisches Positionspapier zahlreicher Agrarökonomen, darunter auch Mitglieder des Beirats, das die aktuelle Landwirtschaftspolitik behandelte.
In der Folge wurden zwei neue Beiräte geschaffen. Im September 2002 entstand der Wissenschaftliche Beirat für Verbraucher und Ernährungspolitik und im Januar 2003 einer für Agrarpolitik, nachhaltige Landbewirtschaftung und Entwicklung ländlicher Räume. Von den 15 bisherigen Mitgliedern wurden nur 5 neu berufen.
Neben dieser Neubesetzung war auch die Entlassung des Pflanzenbauexperten, Hermann Schlagheck, dem langjährigen Leiter der Abteilung 5 (Ländlicher Raum, Sozialordnung, Pflanzliche Erzeugung u. a.) durch Frau Künast eine Personalentscheidung, die in der Öffentlichkeit thematisiert wurde. Die offizielle Begründung „unterschiedliche Auffassungen über die Ausrichtung des Hauses“ wurde vielfach dahingehend interpretiert, dass das ihm unterstellte Bundessortenamt eine andere Auffassung zum Gentechnikgesetz vertreten habe als die Ministerin.

#### Neuordnung des Verbraucherschutzes
Ein wesentlicher Bestandteil der Agrarpolitik nach der BSE-Krise war die Konzentration der Verantwortlichkeit für Verbraucherschutzfragen im Landwirtschaftsministerium, was sich auch in der Änderung des Namens des Ministeriums spiegelte. Ein wichtiger Aspekt des Verbraucherschutzes, die Lebensmittelsicherheit war auch bisher im BMELF angesiedelt. Daneben bestand im Bundesgesundheitsministerium eine Abteilung Verbraucherschutz, die etwa 50 Mitarbeiter umfasste. Auch das Wirtschaftsministerium besaß ein Referat für Verbraucherpolitik. Mit dem Organisationserlass des Bundeskanzlers vom 22. Januar 2001 wurden die Verbraucherschutzfunktionen im BMELF konzentriert. Im Rahmen dieser Reorganisation wurde auch das Bundesinstitut für gesundheitlichen Verbraucherschutz und Veterinärmedizin (BgVV) dem BMELF zugeordnet (und im folgenden Jahr aufgelöst).
Eine Kommission unter der Leitung der damaligen Präsidentin des Bundesrechnungshofes, Hedda von Wedel, sollte eine Schwachstellenanalyse zur Lebensmittelsicherheit vornehmen und Lösungsvorschläge erarbeiten.
Im Mai 2003 beschloss die Bundesregierung den „Aktionsplan Verbraucherschutz“. Im Vorgriff auf dieses Programm wurden aus dem BgVV das Bundesinstitut für Risikobewertung und das Bundesamt für Verbraucherschutz und Lebensmittelsicherheit gebildet.
Während diese organisatorischen Veränderungen in der Öffentlichkeit auf eher geringes Interesse stießen, wurde das wichtigste gesetzgeberische Vorhaben der Bundesregierung zum Politikum und scheiterte. Mit dem Entwurf eines Verbraucherinformationsgesetzes sollten deutsche Unternehmen verpflichtet werden, eine Reihe von Informationen zu veröffentlichen und dem Ministerium die Möglichkeit gegeben werden, Messwerte oder andere Informationen über Unternehmen und Produkte zu veröffentlichen. Die Unionsparteien wiesen darauf hin, dass das Gesetz ohne eine gleichzeitige Verpflichtung von Unternehmen aus der Europäischen Union nicht sinnvoll, sondern im Gegenteil zu Wettbewerbsnachteilen für deutsche Anbieter führen würde. Das Gesetzesvorhaben scheiterte im Bundesrat und wurde in modifizierter Form durch die nachfolgende Große Koalition umgesetzt.

### Ergebnisse dieser Politik
Die Frage, ob eine Agrarwende derzeit stattfindet, lässt sich nicht einfach beantworten. Es gibt aber einige Indikatoren, die bei der Einschätzung gegenwärtiger Entwicklungen helfen. (Die folgende Liste gibt dabei nur einen Einblick und ist nicht vollständig):
- Der bei der Agrarwende von rot-grün angepeilte Ausbau auf 20 % wurde nicht erreicht. 2001 wurden 3,7 % der Anbauflächen ökologisch bewirtschaftet, 2012 waren es 6,2 %. Im Jahr 2001 produzierten 14.702 Betriebe nach ökologischer Zertifizierung, 2012 waren es 22.932.[31]
- Die deutschen Agrarexporte (Güter der Agrar- und Ernährungswirtschaft) betrugen im Jahr 2012 insgesamt 60,1 Milliarden Euro.
- Der Selbstversorgungsgrad Deutschlands mit Fleisch stieg von 94 % im Jahr 2001 auf 113 % im Jahr 2010 kontinuierlich. Das bedeutet, dass Deutschland zu einem Netto-Exporteur von Fleisch geworden ist. 2010 wurden 2,4 Millionen Tonnen Fleisch importiert und 3,7 Millionen Tonnen Fleisch exportiert.[32]
- 2008 gab es in Deutschland noch 321.600 Bauernhöfe. Bis 2011 sank die Anzahl der Betriebe auf 300.700. Das sind 6,5 % weniger. Die Fläche, die pro Hof bewirtschaftet wurde, stieg von 52 auf 56 Hektar. Großbetriebe mit mehr als 100 Hektar machen mehr als die Hälfte aus.[33]
- Bei der Agrarpolitik war und ist der Verbraucher eine zentrale Größe. Eine kulturelle Veränderung findet in Teilen der Gesellschaft statt. Konsumentscheidungen entwickeln sich verstärkt zu einer Frage der Moral – Nachhaltigkeit und Ansprüche an die Qualität werden in den Augen mancher Menschen wichtiger.[34]
- Weitere wichtige Indikatoren sind die Entwicklungen im Bereich der Biodiversität, der Subventionen (Stichwort Gemeinsame Agrarpolitik), der Böden und andere.

## Rot-grüne Landesregierung in Niedersachsen (ab 2013)
Eine „sanfte Agrarwende“ ist Bestandteil Niedersächsischer Landespolitik unter der rot-grünen Landesregierung. Auf Nachfrage der CDU definierte das Niedersächsische Ministerium für Ernährung, Landwirtschaft und Verbraucherschutz den Begriff in einer kleinen Anfrage an die Landesregierung wie folgt:

„„Mit dem Begriff der ‚sanften Agrarwende‘ versuche ich deutlich zu machen, dass es mir darum geht, die niedersächsische Landwirtschaft vor allem durch Anreize zu lenken und in eine verbraucher- und umweltgerechtere Richtung weiterzuentwickeln. Ich weiß, dass auch seitens der Landwirtschaft ein großes Interesse daran besteht, wieder eine höhere Akzeptanz in der Gesellschaft zu finden, und will hier die richtigen Weichen stellen. Die ganz überwiegende Zahl der Betriebe wird die Agrarwende mitgehen können und letztlich auch davon profitieren. Ändern müssen sich jene Formen der Landwirtschaft, die aufgrund ihrer Dimensionen, ihrer Umweltprobleme oder ihrer Tierhaltungsbedingungen kaum noch Akzeptanz in der Gesellschaft finden.““

## Verwendung des Begriffs Agrarwende durch Organisationen und Bündnisse
Die Mitglieder im AgrarBündnis e. V. fordern mit der jährlich erscheinenden Publikation „Kritischer Agrarbericht“ eine Wende im Agrarsektor.
In Berlin-Brandenburg hat sich das „Aktionsbündnis Agrarwende Berlin-Brandenburg“ als Zusammenschluss von ökologischen Anbauverbänden, der Tierschutz-, Natur- und Umweltschutzverbände und Bürgerinitiativen gegen Massentierhaltung gegründet. Die Initiative spricht sich für den Erhalt und Förderung ländlicher Räume, bäuerlicher Landwirtschaft und gesunder Lebensmittel aus.
Der BUND und die Heinrich-Böll-Stiftung fordern eine „Kehrtwende in der Agrarpolitik“ und verbinden damit eine Streichung der Subventionen für die intensive Fleischproduktion, eine Verhinderung der Landnahme im Süden, eine Förderung für kleinbäuerliche Landwirtschaft und fordert, dass das Menschenrecht auf Nahrung endlich ernst genommen werde.
Der Begriff Agrarwende ist inhaltlich nicht klar definiert, einige zentrale Forderungen der Verbände und Organisationen sind aber damit verbunden:
- Eine nachhaltige Agrar- und Förderpolitik[43]
- Ein Wandel in der Intensivtierhaltung

In Berlin und anderen Orten finden seit 2011 Demonstrationen unter dem Motto Wir haben es satt! gegen Massentierhaltung und für eine Agrarwende statt.
Im Oldenburger Münsterland, einer für Massentierhaltung bekannten Region, die „ihr Schmuddelimage loswerden will“, gibt es in jüngster Zeit wirtschaftsnahe Stimmen, die für eine „Agrarwende“ eintreten. So wird dem „Verbund Oldenburger Münsterland“ als Auftraggeber einer „Bekanntheits-, Image- und Markenstudie für das Oldenburger Münsterland“ in der Studie ausdrücklich eine „Agrarwende“ empfohlen.